# 出雲大社境内遺跡

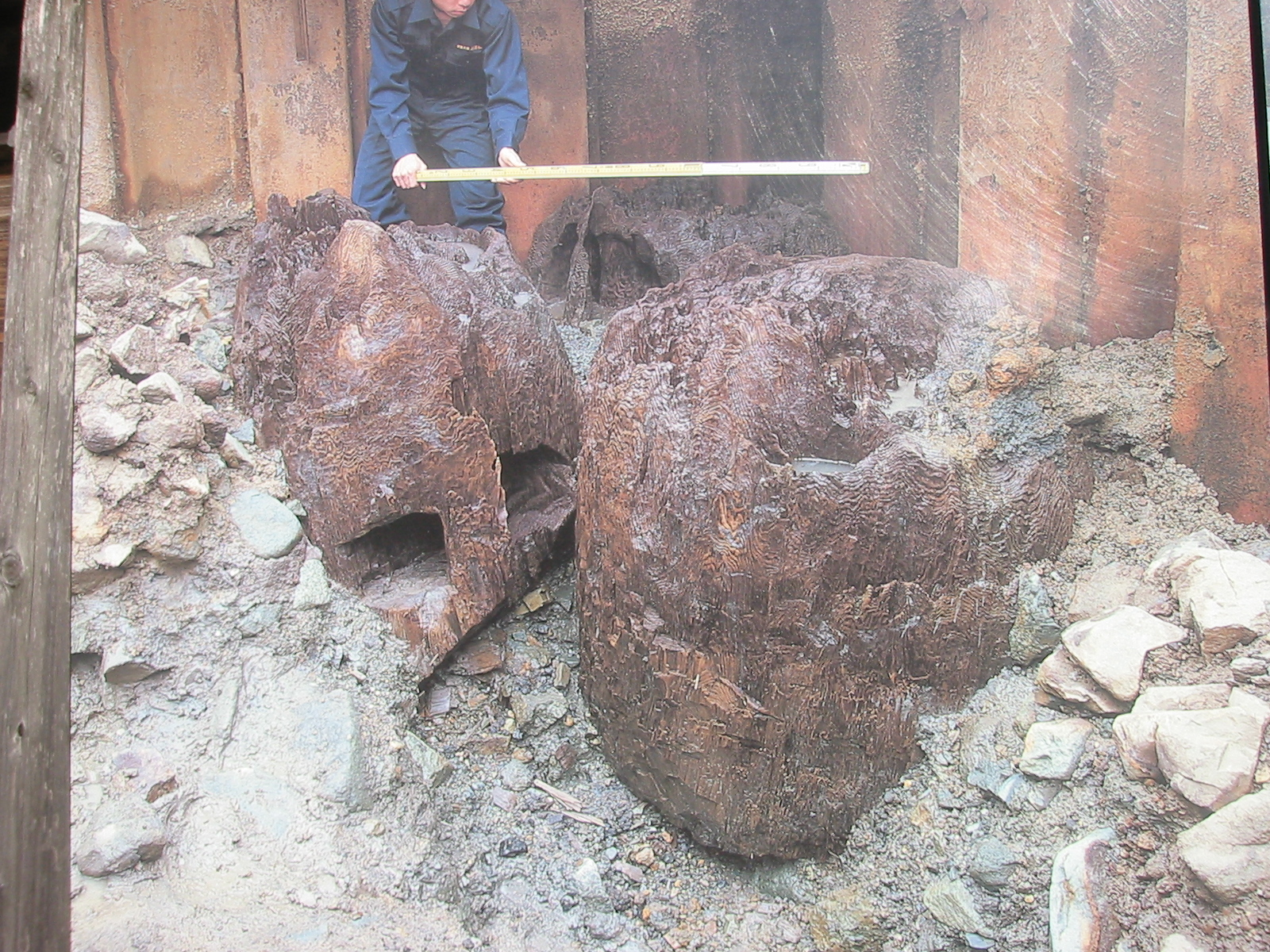
出土時の巨大柱（約3.6メートル）

出雲大社境内遺跡（いずもおおやしろけいだいいせき）は、島根県出雲市大社町杵築東195にある出雲大社の境内とその周辺を含む27100平方メートルの遺跡（周知の埋蔵文化財包蔵地）。2000年（平成12年）に、平安時代末から鎌倉時代ごろの出雲大社本殿のものと考えられる巨大柱が発見されたことで知られている。出土遺物は国の重要文化財。

## 概要

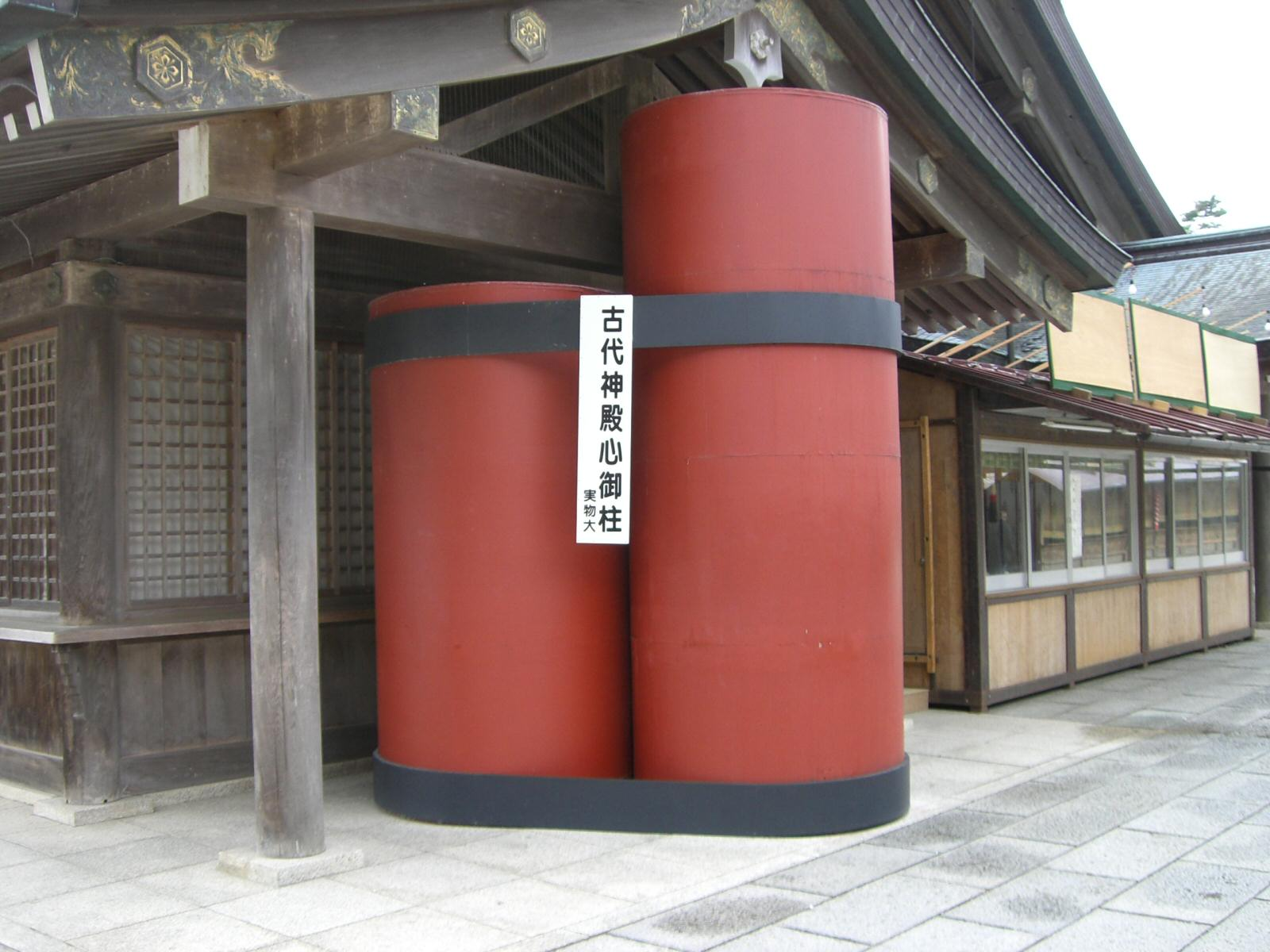
巨大柱の再現

神話に登場する出雲大社は、国譲り神話として『古事記』・『日本書紀』（『記紀』）、そして『出雲国風土記』に記載があり、古くから現在の所在地（島根県大社町杵築）付近に神殿が造営されてきた。これらの記述によると、文献の初出時点で巨大な神殿が造営されていたことが推定されている。
以下、『記紀』より抜粋。
- この葦原の中つ国は、命のままにすでに献りぬ。ただ僕（あ）が住所（すまひ）は、天つ神の御子の日継ぎ知らしめさぬ、富足る天の御巣のごと、底つ石根に宮柱太しり、高天原に氷木高しりて治めたまわば、僕は百足らず八十摑手（やそくまで）に隠れ侍いなむ。（『古事記』）

- 汝（あ）は天日隅宮に住むべし、今まさにつくりまつらむ、すなわち千尋の拷縄（たくなわ）を以て結いて百八十紐にせむ。其の宮を作る制は、柱は高く太く、板はすなわち広く厚くせん。またみ田つくらむ、また汝がかよいて海に遊ぶ具のために、高橋、浮橋および天鳥舟またつくらむ。（『日本書紀』）

2000年（平成12年）、同大社境内での地下祭礼準備室の建設が行われるにあたり発掘調査が行われ、巨大な柱3本を鉄の帯板で束ねて1本にした、宇豆柱と見られる巨大柱の遺構が発見された。出土遺物から、12世紀から13世紀ごろ（平安時代末から鎌倉時代）の本殿と考えられている。
出土した遺物は2010年（平成22年）6月29日に国の重要文化財に一括指定された。